# Augochlorella
Augochlorella is een geslacht van vliesvleugelige insecten van de familie Halictidae.

## Soorten
- A. acarinata Coelho, 2004
- A. aurata (Smith, 1853)
- A. bracteata Ordway, 1966
- A. comis (Vachal, 1911)
- A. ephyra (Schrottky, 1910)
- A. gratiosa (Smith, 1853)
- A. iopoecila Moure, 1950
- A. iphigenia (Holmberg, 1886)
- A. karankawa Coelho, 2004
- A. meridionalis Coelho, 2004
- A. michaelis (Vachal, 1911)
- A. neglectula (Cockerell, 1897)
- A. persimilis (Viereck, 1910)
- A. pomoniella (Cockerell, 1915)
- A. stenothoracica Coelho, 2004
- A. tredecim (Vachal, 1911)
- A. una Coelho, 2004
- A. urania (Smith, 1853)